# Saurogobio gracilicaudatus
Saurogobio gracilicaudatus és una espècie de peix cipriniforme de la família dels ciprínids que es troba a Hubei (Xina).